# Chad Hanna
 Chad Hanna és una pel·lícula estatunidenca dirigida per Henry King, estrenada el 1940, adaptació d'un best-seller publicat aquell mateix any. La novel·la va ser escrita per Walter D. Edmonds (després que s'hagués publicat primer en forma de sèrie en el Saturday Evening Post sota el títol "Red Wheels Rolling") La protagonitza Henry Fonda i Dorothy Lamour.

## Argument
Chad Hanna és un noi de pagès sense grans ambicions. Deixat de banda pels vilatans, es conforma a servir de palafrener. Caroline Tridd, també és una noia del poble que no té cap horitzó per al seu futur. Un dia, el circ dirigit per Huguenine fa parada pels voltants i fa una representació. Chad cau sota l'encant de la geneta, Albany Yates, fins al punt de decidir-se a seguir els firaires. Caroline, després de ser renyada violentament pel seu pare, fuig de casa seva i troba refugi amb els saltimbanquis. Albany la cuida i la comença a formar en l'ofici de geneta. Chad Hanna s'ocupa dels cavalls. La vida continua així, fins al dia en què Albany informa Huguenine que el deixa per anar amb un circ rival que segueix el mateix itinerari que el seu...

## Repartiment
- Henry Fonda: Chad Hanna
- Dorothy Lamour: Albany Yates / Lady Lillian
- Linda Darnell: Caroline Tridd Hanna
- Guy Kibbee: Huguenine
- Jane Darwell: Sra. Huguenine
- John Carradine: Bisbee
- Roscoe Ates: Ike Wayfish
- Ben Carter: Bellboy
- Frank M. Thomas: Burke
- Frank Conlan: M. Proudfoot
- Eddie Conrad: Fiero
- Olin Howland: Cisco Tridd
- Edward McWade: Elias
- Edward Mundy: Joe Duddy
- George Davis: Pete Bostock
- Tully Marshall: M. Mott

## Rebuda
Henry Fonda interpreta Chad Hanna, un pagerol de mitjans del segle xix que s'uneix a un circ en gira. S'enamora de la bella genet Dorothy Lamour, però el rebutja. Chad Hanna llavors es troba atret per a una altra noia, Linda Darnell. Chad Hanna aconsegueix salvar el circ de ruïna financera. També assegura els serveis d'un elefant entrenat.